# Buckesfeld
Buckesfeld ist die Bezeichnung eines Stadtteils und gehört zum statistischen Bezirk 13 (Buckesfeld / Othlinghausen) der Kreisstadt Lüdenscheid im westlichen Sauerland, Nordrhein-Westfalen. Der Ortsteil und der statistische Bezirk liegen im Nordwesten des zusammenhängend bebauten Stadtgebietes.

## Bildungseinrichtungen

### Berufskollegien am Raithelplatz
Am Raithelplatz befindet sich mit einem  „Berufskolleg für Technik (BKT)“ und einem weiteren für Gesundheit und Soziales, dem „Gertrud-Bäumer-Berufskolleg“, ein Berufsschulzentrum des Märkischen Kreises für etwa 5000 Schüler.

### Evangelischer „Johann-Hinrich-Wichern Kindergarten“
Zu der evangelischen Johanneskirche am Lärchenweg 13 zählt außerdem der am Unterm Freihof 26 gelegene „Johann-Hinrich-Wichern-Kindergarten“. Er umfasst 2 Gruppen, die Kinder zwischen 2 Jahren und dem Schuleintritt betreuen.
Einmal jährlich wird ein Sommerfest mit diversen Veranstaltungen im Innen- und Außenbereich des Kindergarten gefeiert.

### Neue Kindertagesstätte
Bereits seit einigen Jahren wird darüber diskutiert, ob eine weitere Kindertagesstätte am Buckesfeld errichtet werden soll. Von der SPD wird im nächsten Jugendhilfeausschuss einen Prüfauftrag darüber an die Verwaltung geben. Der Neubau könnte auf einem Teil des Bolzplatzes der Richard-Schirmann-Realschule (RSR) gebaut werden. Evtl. soll die Einrichtung auch mehrschossig gebaut werden.

### „Richard-Schirrmann-Realschule (RSR)“
Südlich benachbart von den Berufskollegien ist jenseits der Buckesfelder Straße die „Richard-Schirrmann-Realschule (RSR)“. Das jetzige Gebäude 2 der Realschule beherbergte aufgrund von Platzproblemen früher eine ehemalige Zweigstelle der Hauptschule Stadtpark, die vor einigen Jahren geschlossen wurde.
Anfang November 2012 wurde vom Schulausschuss der Stadt Lüdenscheid einstimmig beschlossen, dass die „Richard-Schirrmann-Realschule“ ab dem Schuljahr 2013/2014 einen gebundenen Ganztagsbetrieb einführen darf.

## Etymologie
Veraltete Namen sind Buxsfeldt (1633); und Buckesfeldt (1705). Paul Derks schließt daraus: „Wenig wahrscheinlich ist hier der Ansatz von mnd. buk, bok 'Bock, Scharfbock, Widder', da das schließende -s des ersten Gliedes wohl eher auf den Namen eines früheren Besitzers Buck im Genitiv weist.“ ()

## Geschichte

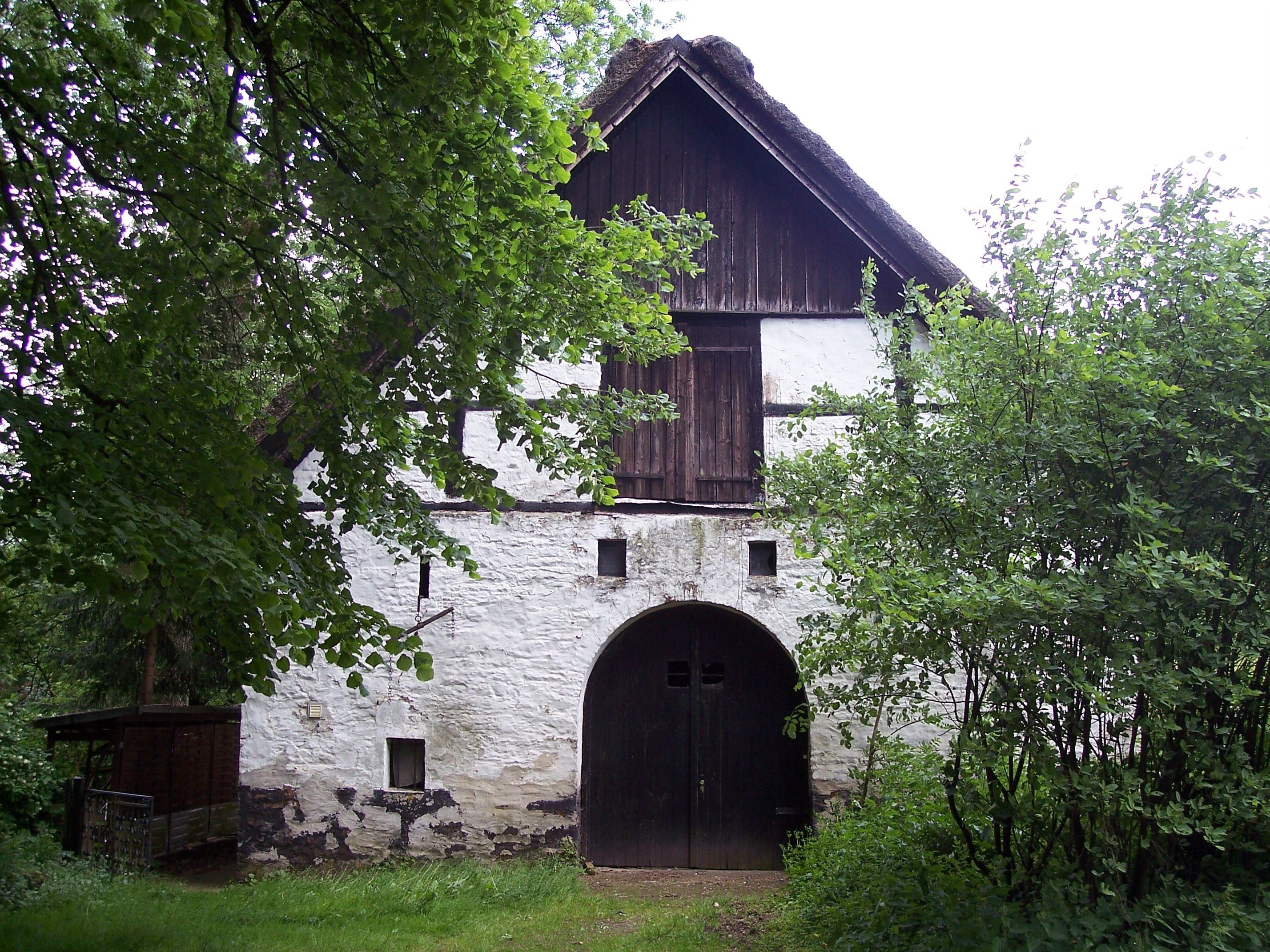
Kotten des Freihofes Buckesfeld (2009), seither durch nicht denkmalgerechte Umbauten stark überformt

1896 wies der aus Lüdenscheid stammende Kunsthistoriker Rudolf Adamy auf dem Buckesfelder Kopf eine Wallburg nach, welche aus der Zeit der sächsischen Landnahme im Frühmittelalter stammen sollte. Der benachbarte Buckesfelder Freihof gehörte seit der Stadtwerdung Lüdenscheids im 13. Jahrhundert zur städtischen Feldmark. Die Ortsbezeichnung soll vom Namen eines Besitzers Buck abgeleitet worden sein. Es galt das sogenannte „Butenbürgerrecht“, welches die Bewohner mit denjenigen innerhalb der Befestigungen gleichstellte. Noch im 16. Jahrhundert wird bescheinigt, dass das Buckesfeld immer zur Stadt gehört habe. Dies änderte sich auch in der Folgezeit nicht. Städtische Bebauungsstrukturen entstanden jedoch erst zaghaft nach 1900 an der Buckesfelder Straße. Insbesondere wurde hier bis 1913 das Gebäude des staatlichen Lehrerseminars mit Präparande errichtet. In den 1920er Jahren folgten Reihenhäuser und in der Straße Am Gölling eine geschlossene Mehrfamilienhausbebauung. 1935–1937 entstand nördlich und westlich des Seminargebäudes die Kaserne Buckesfeld der Reichswehr, die sogenannte Flakkaserne. Bereits in den 1950er Jahren wurden die bis dahin überwiegenden freien Flächen des Ortsteils großräumig bebaut. An der Straße Unterm Freihof entstanden früh ausgedehnte Mehrfamilienhauskomplexe, auf dem Buckesfelder Kopf und nördlich davon Siedlungshäuser. Seit der Nachkriegszeit wurde die Kaserne durch die Belgischen Streitkräfte genutzt. Nach ihrem Abzug erfolgte Ende der 1990er Jahre bis auf einige Reste der Abbruch der Gebäude einschließlich des zugehörigen Flakturmes, welcher wegen seiner exponierten Lage durchaus als attraktive Landmarke galt.

## Infrastruktur

### Allgemein
Am 28. Februar 2013 erschien ein Bericht in den Lüdenscheider Nachrichten, dass die am Unterm Freihof 1 ansässige Supermarktkette ihr 1200 m² großes Ladenlokal um einen Getränkemarkt erweitern will. Der Umbau des Komplexes soll dieses ermöglichen. Zum Standort am Buckesfeld kämen auch oft Kunden aus anderen Stadtteilen, das schaffe im Wettbewerb eine Perspektive für den Supermarkt. Insgesamt gibt es in dem Supermarkt laut dem Inhaber 50 Mitarbeiter, darunter 15 fest angestellte Mitarbeiter.
Außerdem gibt es mehrere Arztpraxen und Bäckereien in dem Stadtteil, die die Grundversorgung sicherstellen.
Dazu kommen noch mehrere gastronomische Betriebe wie Cafés, Imbisse und diverse Restaurants.

### Buckesfelder Kopf

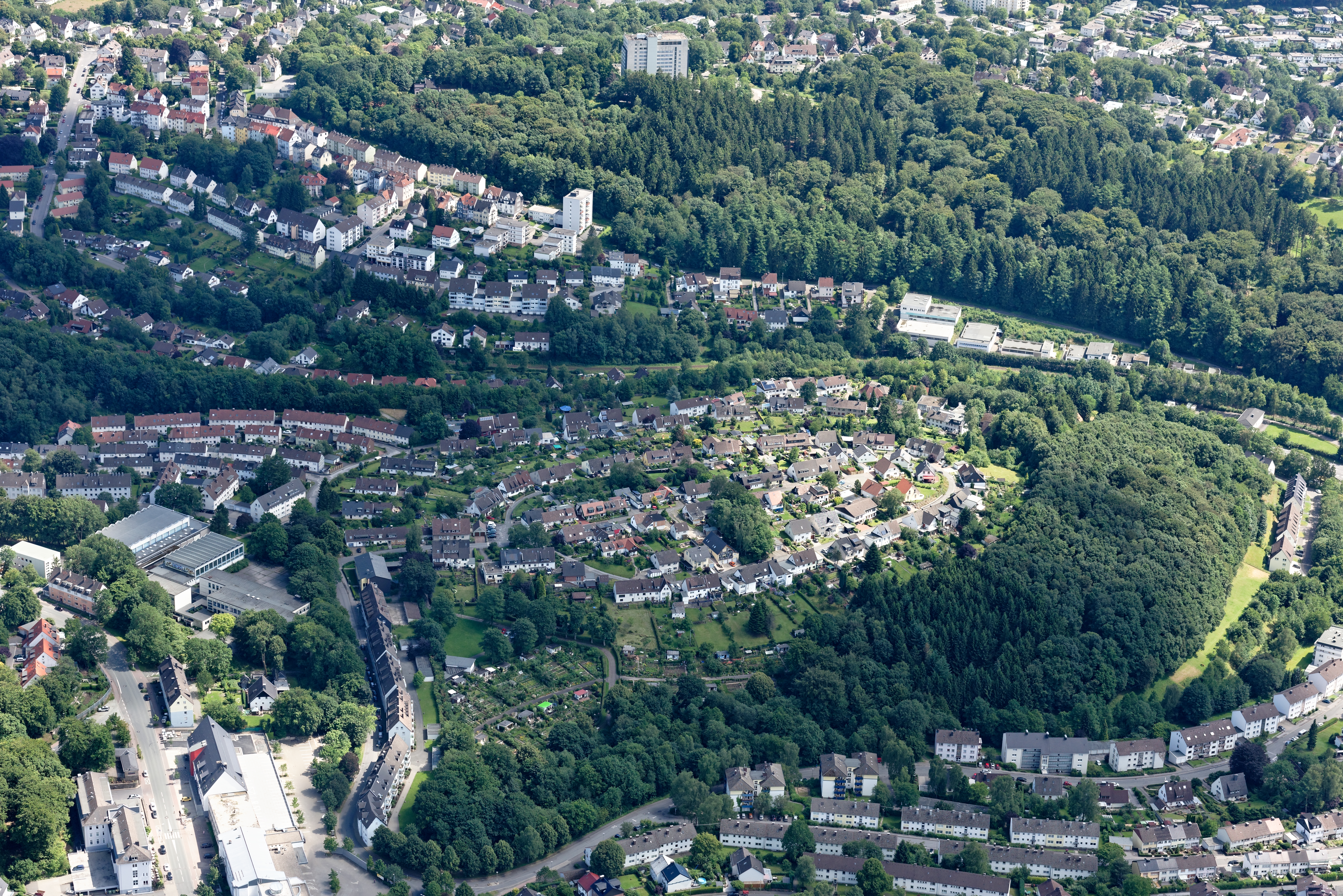
Buckesfelder Kopf

An der Straße Buckesfelder Kopf wurden im Jahr 2007 alle Mehrfamilienhäuser am Wendehammer abgerissen. Die Häuser befanden sich zu dieser Zeit teils in einem desolaten und stark sanierungsbedürftigen Zustand.
Nach dem Abriss wurden auf der Freifläche nach und nach mehrere Einfamilienhäuser errichtet.

### Ehemalige Flakkaserne
Die ehemalige Flakkaserne Buckesfeld an der Buckesfelder Straße 101, die 2011 zwangsversteigert wurde, wird momentan zu einem Ärztehaus umgebaut und soll dann evtl. auch eine Apotheke erhalten. Zudem hat die Volksbank dort ihre SB-Geschäftsstelle für den Buckesfeld eingerichtet. Lt. Stand vom 29. Juni 2013 seien bereits 70 Prozent der Gewerbeeinheiten von der Buckesfelder Straße 101 vermietet. Außerdem sind weitere Sanierungen von Häusern am Buckesfeld geplant.

### Ehemaliges Kasernengelände
Seit dem Abzug der Belgischen Streitkräfte dient das ehemalige Kasernengelände am Buckesfeld als Wohn- und Gewerbegebiet. In dieser zentralen Lage des Stadtteils haben sich neben vielen gewerblichen Betrieben, auch Handelsketten wie eine Baumarktkette, eine Getränkemarktkette, eine Supermarktkette und zwei Discounterketten niedergelassen.
Eine der beiden Discounterketten hat außerdem 2012 sein altes Gebäude an der Hohen Steinert 5 abgerissen und durch ein moderneres und größeres Gebäude auf demselben Areal ersetzt. Das neue Gebäude wurde lt. einem Artikel aus den Lüdenscheider Nachrichten am Montag, den 4. März 2013, offiziell als Geschäft wiedereröffnet.
Nebenan an der Hohen Steinert 3 erweiterte und sanierte zusätzlich eine Autohauskette ihren bereits bestehenden Standort.

### Evangelische Johanneskirche

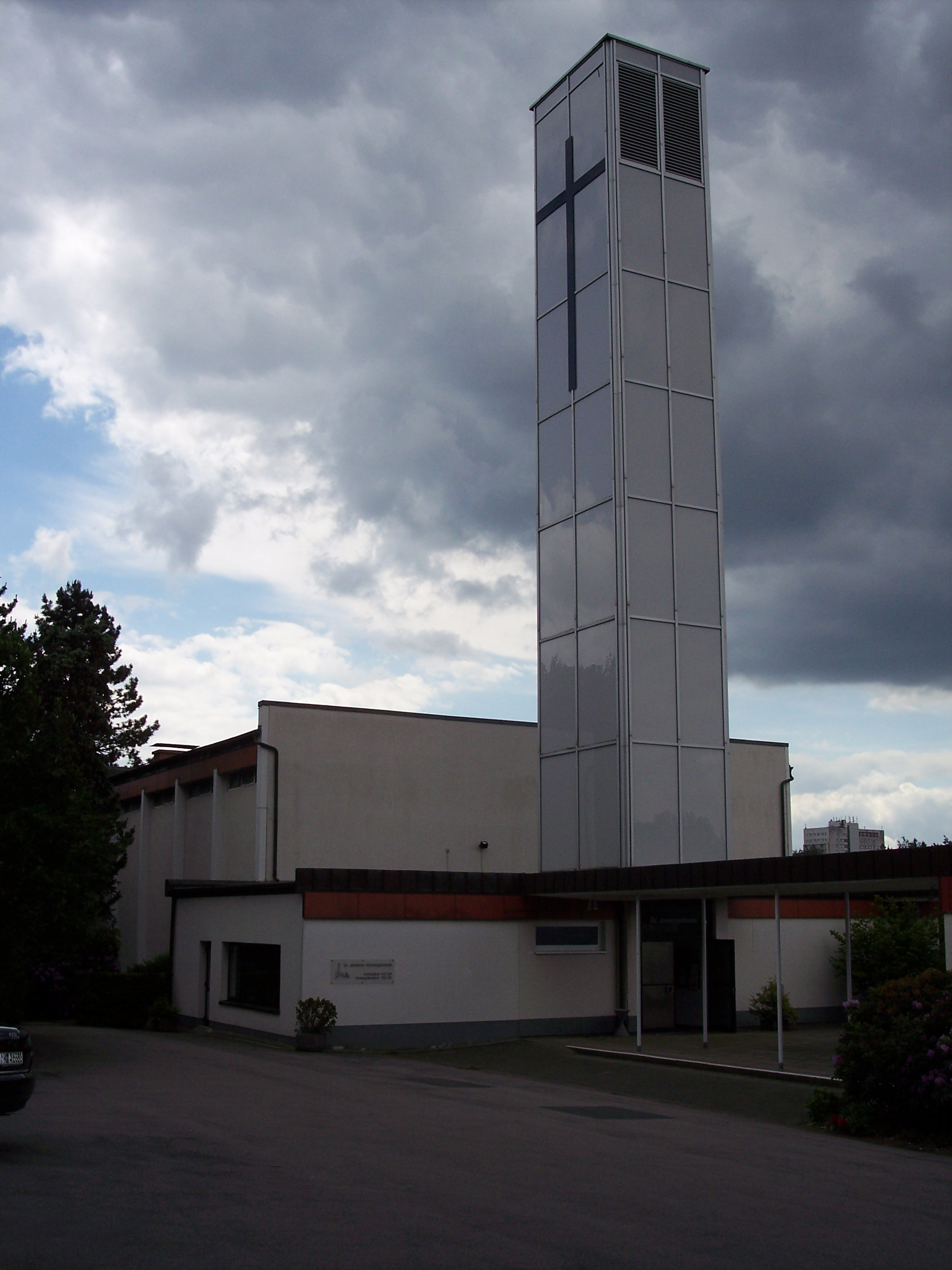
Evangelische Johanneskirche

Am Lärchenweg 13 befindet sich die evangelische Johanneskirche mit Gemeindezentrum. Die Kirche wurde damals errichtet, um die ehemals stark wachsenden Wohngebiete am Buckesfeld auch mit einer eigenen evangelischen Kirche anbinden zu können.

### Hauptverwaltung des Märkischen Kreises
Am Rande des Buckesfeld an der Heedfelder Straße 45 befindet sich der Hauptverwaltungssitz des Märkischen Kreises. Dieser ist dort im damals neugebauten Kreishaus untergebracht worden. Das Gebäude befindet sich zwischen der Wohnstraße „An den Tannen“ und der Hauptverkehrsstraße „Heedfelder Straße“. Weitere Verwaltungsgebäude des Märkischen Kreises befinden sich in den ehemaligen Kreisstädten Iserlohn und Altena.

### Jugendtreff
Der Stadtteil Buckesfeld hat an der Straße „Alte Wache 1“ seit September 2010 einen eigenen Jugendtreff, der bis zum 31. August 2014 vom Internationalen Bund (IB) betrieben wurde. Seit dem 1. September 2014 wird der Jugendtreff „Knast“ durch die AWO betrieben.
Er befindet sich in einem Teil der ehemaligen belgischen Kaserne. Bis vor wenigen Jahren befand sich in diesem Gebäude noch der ehemalige Gastronomiebetrieb „Knast“, der wegen wirtschaftlicher Schwierigkeiten geschlossen wurde. Der Name kam daher, dass sich zu Zeiten der Kaserne ein Gefängnis in den Räumlichkeiten befunden hatte und das Flair möglichst originalgetreu erhalten bleiben sollte. Das Gebäude gehört seit 1997 als Nr. 138 zur Liste der Baudenkmäler in Lüdenscheid.
Im November 2013 gab es in der Öffentlichkeit und in der Politik diverse Sorge darüber, ob der Jugendtreff ab Sommer 2014 weiterhin betrieben werden kann. Der Grund ist, dass sich der Internationale Bund (IB) aus Lüdenscheid und anderen Städten des Märkischen Kreises bis zum Sommer 2014 zurückgezogen hat. In Berlin wurde 2013 darüber verhandelt, welche Träger die Nachfolge von bisherigen Einrichtungen des Internationalen Bundes übernehmen könnte.  Mehrere Organisationen und Verbände hatten Interesse an den Einrichtungen.
Im Zusammenhang mit dem Jugendtreff soll auch die Außenfläche des Gebäudes aufgewertet werden. Beispielsweise wären dort ein Grillplatz oder auch diverse Sitzgelegenheiten möglich. Auch die anliegende Treppe soll evtl. umfangreich saniert werden. Außerdem wird eine Buckesfelder Stadtteilkonferenz von den Verantwortlichen geplant, die sich regelmäßig zu wichtigen Themen des Stadtteils treffen könnte.

### Kleingartenanlage
Unterhalb des Johann-Hinrich-Wichern-Kindergarten befindet sich eine Kleingartenanlage mit mehreren Parzellen. Die Angehörigen dieser Anlage veranstalteten bis vor drei Jahren jedes Jahr im Sommer ein stadtbekanntes Picknick für die Öffentlichkeit. Mittlerweile gibt es diese Veranstaltung nicht mehr.

### Laternen
Am Buckesfeld wurden in den letzten Monaten die alten Laternen massiv durch neue energiesparende und hellere LED-Leuchten ersetzt. Dies hänge mit der neuen gesetzlichen Vorgabe zusammen, wonach bis Ende 2015 keine energieintensiven Laternen mehr an öffentlichen Straßen und Wegen stehen dürfen.

### Sport- und Turnhallen
In der Sporthalle neben der Richard-Schirrmann-Realschule und in der Turnhalle Raithelplatz werden wegen ihrer passenden Größe regelmäßig Veranstaltungen von verschiedenen Sportarten und Vereinen angeboten.

## Sehenswertes

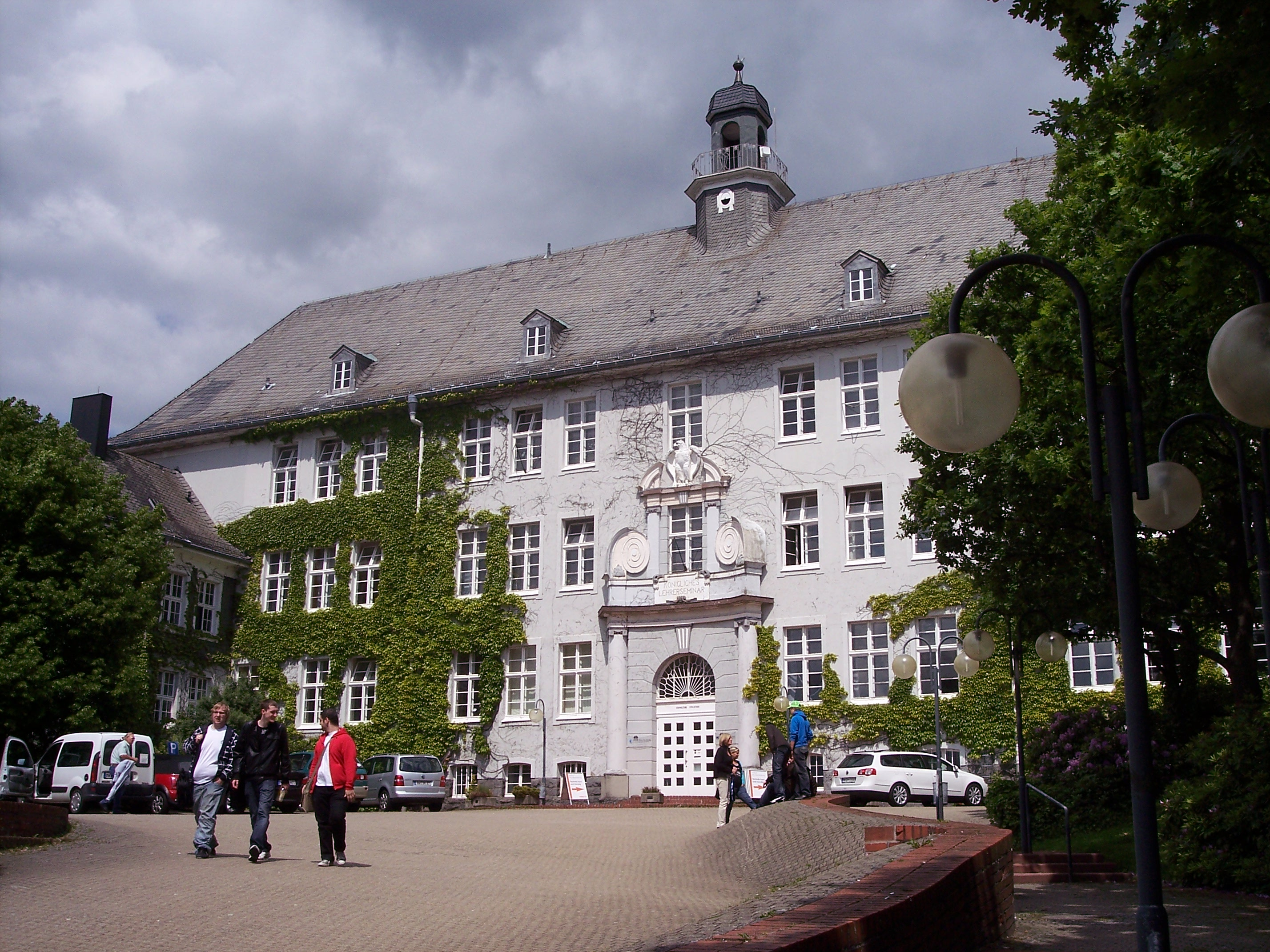
Altbau der Berufsschulen am Buckesfeld (ehemaliges preußisches Lehrerseminar)

| - Historischer Kotten des Buckesfelder Freihofes im Stil eines märkischen Längsdeelenhauses (ehemals mit Strohdach bedeckt) und benachbartem, teils mehrere hundert Jahre altem Baumbestand - Gebäude des ehemaligen preußischen Lehrerseminars von 1913, heute Teil des Berufsschulzentrums in der Formensprache des Neobarock und Jugendstils. Das exponiert gelegene Gebäude mit seinem Dachreiter ist in weiten Teilen der Stadt sichtbar. - Evangelische Johanneskirche, Neubau im Stil der Moderne mit kubischem Kirchturm - Torbau der ehemaligen Flakkaserne Buckesfeld - Im Nordosten des Stadtteils befindet sich unterhalb der Hohen Steinert der Festplatz des Lüdenscheider Bürgerschützenvereins. Sein Schützenfest wird als die größte Kirmes des Sauerlandes beworben. Das Schützenfest findet meistens im Mai bis Juni des Jahres statt. Im Verlauf des Jahres gibt es auch des Öfteren Flohmärkte auf dem Schützenplatz, unter anderem auch das traditionelle Matjesfest. |

## Verkehrsanbindung

### Bahnverkehr
Die nächstliegenden Bahnhöfe sind der Bahnhof Lüdenscheid und der Bahnhof Brügge (Westfalen).
Beide sind per Auto oder Bus in wenigen Fahrminuten gut erreichbar. Die Bahnstrecke Brügge–Lüdenscheid selbst läuft direkt am Rande des Stadtteils vorbei.
Zusätzlich überlegte man aufgrund der vielen Einwohner in den umliegenden Stadtteilen am Lüdenscheider Kreishaus einen Haltepunkt einzurichten. Allerdings wäre dieser wegen der problematischen topografischen Lage mit sehr hohen Kosten verbunden. Darum hatte man sich auf die Verlegung des Bahnhofes Lüdenscheid konzentriert und das Projekt erstmal nicht weiter verfolgt.

### Busverkehr
Die Anbindung des Stadtteils an den öffentlichen Personennahverkehr erfolgt durch die Buslinien 40, 41 und 245 (Schulbuslinie) der Märkischen Verkehrsgesellschaft (MVG).
Wichtige Bushaltestellen in dem Stadtteil sind: „Offenbachstraße“, „Humperdinckstraße“, „Buckesfeld“, „Berufsschule“, „An der Steinert“, „Buckesfelder Straße“, „Kreishaus (I + II)“, „Im Winkel“, „Abzw. Im Winkel“, „Unterm Freihof“, „Buckesfelder Kopf“, „Oberlösenbach“, „Mozartstraße“ und „Lisztstraße“.

### Straßenverkehr
Die Anbindung an das Bundesautobahnnetz erfolgt über die nahegelegene Abfahrt Nr. 13 Lüdenscheid-Nord der Bundesautobahn 45. Diese führt Richtung Norden nach Hagen und Dortmund sowie in Richtung Süden nach Siegen, Wetzlar, Gießen und Frankfurt am Main. Weitere Anschlussstellen sind die Abfahrten Nr. 14 Lüdenscheid und Nr. 15 Lüdenscheid-Süd der A 45. Auch die beiden Bundesstraßen B 54 und B 229 liegen in der Nähe von Buckesfeld und sind innerhalb weniger Fahrminuten gut erreichbar. Viele Parkplätze innerhalb vom Buckesfeld sichern den Autofahrern genügend Parkmöglichkeiten zu.